# Kreisgericht Tecklenburg
Das Kreisgericht Tecklenburg war von 1849 bis 1879 ein preußisches Kreisgericht mit Sitz in Tecklenburg.

## Geschichte
In Borken bestand zwischen 1815 und 1949 das Land- und Stadtgericht Tecklenburg als Eingangsgericht im Sprengel des Oberlandesgerichts Münster. Die „Verordnung über die Aufhebung der Privatgerichtsbarkeit und des eximierten Gerichtsstandes sowie über die anderweitige Organisation der Gerichte“ vom 2. Januar 1849 hob die Patrimonialgerichtsbarkeit auf. Gleichzeitig wurde das Appellationsgericht Münster geschaffen, dem Kreisgerichte, darunter das Kreisgericht Tecklenburg zugeordnet waren. Sein Sprengel umfasste den Kreis Tecklenburg und das Amt Lienen mit den Städten Ibbenbüren, Lengerich und Tecklenburg. Der Sprengel umfasste 46.851 Gerichtseingesessene. Das zuständige Schwurgericht war das Kreisgericht Münster. Eine Gerichtskommission bestand in Ibbenbüren. Gerichtstage wurden in Bevergern, Cappeln, Hopsten und Lienen gehalten. Am Gericht waren ein Direktor und 7 Kreisrichter beschäftigt.
Mit den Reichsjustizgesetzen wurden die Gerichte im Deutschen Reich vereinheitlicht. Das Kreisgericht Tecklenburg wurde aufgehoben. Neu eingerichtet wurde nun das Amtsgericht Tecklenburg im Bezirk des Landgerichtes Münster.

## Gerichtskommission Ibbenbüren
Die Gerichtskommission Ibbenbüren umfasste den Bezirk des vorherigen Land- und Stadtgerichts Ibbenbüren und die Ämter Bevergern, Dreierwalde und Riesenbeck. 1879 wurde die Gerichtskommission Ibbenbüren aufgehoben und das Amtsgericht Ibbenbüren gebildet.

## Richter

### Direktoren
- Dyckerhoff (1849–1866)
- Fisch (1866–1879)

### Kreisgerichtsräte
- Offenberg (1849/50–1865)
- Fisch (1849–1866, siehe 1866 Direktor)
- Te Peerdt (1849–1855)
- Moeger (1849–1861)
- Meyer (1855–1859)
- Brüning, Georg (1859–1870)
- Cremer (1859–1877)
- Tümler (1862–1867)
- Holtmann (1868–1870)
- Krawinkel (1867–1879)
- Karl Julius Meyer (1866–1873)
- Caspers (1869–1873)
- Essing (1876–1879)
- Hanow (1876–1877)
- Coenen (1876–1879)
- Wippermann (1877–1879)

### Kreisrichter bzw. Kreisgerichtsräte der Gerichtskommission Ibbenbüren
- Smmidt (1849–1852)
- Ernesti (1849–1856)
- Würmeling (1849–1864)
- Goesen (1849–1861)
- Leinemann (1852–1867)
- Blumberg (1856–1860)
- von und zur Mühlen (1860–1864)
- Josef Brüning (1864–1867)
- Alffers (1865–1876)
- Boele (1870–1879)
- Müller (1870–1874)
- Beitzke (1874–1876)
- Ahlemann (1877–1879)[4]